# An Emotional Fish
An Emotional Fish est un groupe irlandais de rock alternatif, originaire de Dublin.

## Histoire
En 1989, ils signent avec le label discographique indépendant Mother Records pour sortir leur premier single Cry Like a Baby/Grey Matter, suivi de Celebrate, qui atteint le top 10 du hit-parade irlandais. Il atteint également la 46e place du UK Singles Chart en juin 1990, où il reste cinq semaines. Les stations de radio collégiales commencent à reprendre la chanson. Elle est largement diffusée et atteint le top 5 du classement américain des Modern Rock Tracks. Atlantic Records signe le groupe, réédite Grey Matter aux États-Unis, et sort leur premier album à l'étranger.
Le 30 mars 2012, le groupe joue à l'Olympia Theatre de Dublin lors d'un concert au profit de Barretstown aux côtés d'autres groupes irlandais comme Engine Alley et Republic of Loose.
Martin Murphy décède le 3 janvier 2017. 

## Discographie

### Albums studio
- 1990 : An Emotional Fish (40e place des charts britanniques[1])
- 1993 : Junk Puppets
- 1994 : Sloper

### Albums live
- 1991 : Celebration Live
- 1991 : Live Bait

### Clips
- 1990 : An Emotional Fish (édition VHS)

### Singles
| Année | Titre               | Meilleure position  | Meilleure position | Album             |
| Année | Titre               | Irish Singles Chart | US Modern Rock     | Album             |
| ----- | ------------------- | ------------------- | ------------------ | ----------------- |
| 1989  | Cry Like a Baby     | 23                  | -                  | Morceau inédit    |
| 1989  | Grey Matter         | 28                  | -                  | An Emotional Fish |
| 1989  | Celebrate           | 10                  | 4                  | An Emotional Fish |
| 1990  | Lace Virginia       | 4                   | -                  | An Emotional Fish |
| 1990  | Blue                | 30                  | -                  | An Emotional Fish |
| 1991  | Grey Matter (remix) | -                   | 18                 | An Emotional Fish |
| 1993  | Rain                | 11                  | 15                 | Junk Puppets      |
| 1994  | Time Is on the Wall | 22                  | -                  | Sloper            |
| 1994  | Aeroplanes          | -                   | -                  | Sloper            |
| 1995  | Superman            | -                   | -                  | Sloper            |
| 1995  | Summertime          | -                   | -                  | Sloper            |